# Máximo Cajal Sarasa
Máximo Cajal Sarasa (Huesca, 1896 - Madrid, 15 de abril de 1990) fue un maestro, abogado, político y testaferro español. 

## Biografía
Estudió magisterio y ejerció en los pueblos aragoneses de Panillo y Mequinenza (donde impulsó la construcción del Grupo Escolar María Quintana), Alconchel en Badajoz, Torre de Esteras en La Mancha, aplicando la filosofía docente de la Institución Libre de Enseñanza. Fue pensionado para estudiar en el extranjero por la Junta para Ampliación de Estudios e Investigaciones Científicas. Más tarde fue trasladado a Titulcia y luego a la capital, donde se matriculó en Derecho. Después de licenciarse y ejercer durante algunos años en despachos ajenos, pudo abrir su bufete propio con el que prosperó como representante societario y asesor de grandes intereses. En ese periodo hace amistad con Miguel Maura, político conservador liberal. Fue gobernador civil de Cáceres y Baleares, a través de su trato con Indalecio Prieto.[cita requerida]
En 1936, al producirse la sublevación militar que provocó la guerra civil española, al verse perseguido por elementos incontrolados del Frente Popular utilizó sus relaciones para esconderse en la Embajada de Chile, huir a Valencia y después a Bélgica. Regresó a San Sebastián, una vez ocupado por los franquistas, e ingresó en Falange Española.[cita requerida]
Durante el franquismo siguió ejerciendo la abogacía y llegó a representar grandes intereses en la Playa de San Juan de la ciudad de Alicante durante los años cuarenta, cincuenta y sesenta del siglo veinte.
Casado con la doctora Mercedes López Pader, fueron padres del diplomático Máximo Cajal López. Falleció el 15 de abril de 1990, a los 94 años, en Madrid.